# Invariància de Lorentz
La invariància de Lorentz o principi especial de la relativitat es refereix a la propietat d'algunes equacions físiques de no canviar de forma sota canvis de coordenades d'un tipus particular, concretament és requisit de la teoria especial de la relativitat que les lleis de la física hagin de prendre la mateixa forma en tots els marcs de referència inercials.
El requeriment d'invariància de Lorentz afirma concretament que si dos observadors {\displaystyle {\mathcal {O}}_{1}} i {\displaystyle {\mathcal {O}}_{2}}fan servir coordenades {\displaystyle (t_{1},x_{1},y_{1},z_{1})\;} i {\displaystyle (t_{2},x_{2},y_{2},z_{2})\;}, si totes dues són relacionables per una transformació de Lorentz de les coordenades, aleshores qualsevulla de les dues equacions que relacionin magnituds que presenten invariància de Lorentz s'escriuran de la mateixa manera per a tots dos observadors. El principi general de relativitat generalitza encara més aquest principi en estendre el requeriment a sistemes de referència totalment generals.

## Invariància de Lorentz i sistemes inercials
En principi si un observador és inercial qualsevol d'altre que faci servir coordenades relacionades amb les del primer mitjançant una transformació de Lorentz serà un observador inercial. Per tant, una magnitud, equació o expressió matemàtica que presenti invariància de Lorentz respondrà a les mateixes «lleis» o equacions per a tots els sistemes inercials.
És important notar que si es compara les mesures d'un observador inercial amb les d'un observador no-inercial, la forma de les equacions serà diferent. Això també es dona en mecànica newtoniana, on l'estudi del moviment d'un cos vist des d'un sistema no-inercial en rotació requreix la inclusió de la força centrífuga i la força de Coriolis i, per tant, les seves equacions per explicar el moviment d'un mòbil tenen termes addicionals als que escriuria un observador inercial i, per tant, les equacions de moviment no tenen la mateixa forma per a un observador inercial que per a un de no-inercial.

## Invariància generalitzada i relativitat general
La invariància de Lorentz és de fet un tipus d'invariància de forma restringida o especial, per això la primera teoria de la relativitat construïda per Albert Einstein va anomenar-se més endavant teoria de la relativitat restringida o especial.
El desig d'Albert Einstein de comptar amb una teoria les equacions de la qual tinguessin la mateixa forma per a qualsevol tipus d'observador, inercial o no-inercial, va dur-lo a cercar equacions que presentessin principi d'invariància, fet que va aconseguir mitjançant la generalització de la seva teoria, més endavant anomenada teoria de la relativitat general.

## Violació de Lorentz
Violació de Lorentz es refereix a teories que són si fa no fa relativístiques quan els experiments que es duen a terme manifesten correccions a la violació de Lorentz que són petites o estan amagades. Aquests models es classifiquen en quatre tipus diferents:
- Les lleis de la física presenten invariància de Lorentz, però aquesta simetria es trenca espontàniament. En el context de la teoria de la relativitat especial, això va dur al fonó, que és un bossó de Goldstone. Els fonons viatgen a una velocitat menor que la velocitat de la llum. En el context de la teoria de la relativitat general, això duu al gravitó massiu (això és diferent de la gravetat massiva, la qual és covariant de Lorentz) i viatja a una velocitat menor que la de la llum (ja que el gravitó "devora" el fonó).
- Semblant a la simetria aproximada de Lorentz en una xarxa (on la velocitat del so té un paper de velocitat crítica) la simetria de Lorentz de la relativitat especial (amb la velocitat de la llum com a velocitat crítica en el buit) només és un límit a baixes energies de les lleis de la física, cosa que implica nous fenòmens en alguna escala fonamental. Les partícules elementals ja no són camps teòrics puntuals a escales de distància molt petites, i una escala fonamental diferent de zero cal tenir-la en compte. La violació de la simetria de Lorentz està governada per un paràmetre que depèn de l'energia, que tendeix a zero mentre el moment decreix. Tal comportament requereix l'existència d'un marc inercial local privilegiat. Això es pot provar, almenys parcialment, mitjançant experiments de raigs còsmics ultra energètics com els de l'observatori Pierre Auger.
- Les lleis de la física són simètriques sota una transformació de Lorentz, o més ben dit, del grup de Poincaré, i aquesta simetria deforme és exacta i no es trenca. Aquesta simetria deforme també és típicament una simetria del grup quàntic, la qual és una generalització del grup de simetria. Relativitat deforme especial és un exemple d'aquest tipus de models. No és propi anomenar aquests models de violació de Lorentz com deformes de Lorentz, així com la teoria especial de la relativitat seria anomenada violació de la simetria Galiliana en comptes de deformació. La deformació depèn de l'escala, per tant significa que per a escales de llargària més grans que l'escala de Planck, la simetria llueix més com el grup de Poincaré. Els experiments de raigs còsmics ultra energècits no poden provar-lo.
- Aquest és un de la seva pròpia classe: un subgrup del grup de Lorentz és suficient per donar totes les prediccions generals si CP és una simetria exacta. Tanmateix, la simetria CP no ho és. Això s'anomena relativitat molt especial.